# Nervilia imperatetorum
Nervilia imperatetorum är en orkidéart som beskrevs av Rudolf Schlechter. Nervilia imperatetorum ingår i släktet Nervilia och familjen orkidéer. Inga underarter finns listade i Catalogue of Life.